# Monserrat Álvarez
María Monserrat Álvarez Figueroa (Los Ángeles, California; 27 de octubre de 1968) es una periodista, presentadora de televisión y conductora de radio chilena.

## Carrera profesional
Estudió periodismo y licenciatura en historia en la Pontificia Universidad Católica de Chile. 
Inició su trayectoria en 1992, realizando su práctica profesional en “Teleduc” de Canal 13. Después de esta experiencia y, tras hacerse conocida como conductora y entrevistadora en los programas Caleta de pecadores, Nadie es perfecto y Juego de villanos, en el desaparecido canal Rock & Pop, en 2000 llega a Televisión Nacional de Chile, donde condujo el programa de actualidad y debate Estado nacional, la edición central de 24 horas los sábados y domingos, y el programa de investigación y denuncias Esto no tiene nombre.
El 4 de enero de 2011 se da a conocer su renuncia al canal estatal para emigrar al departamento de prensa de Canal 13. Fue una de las periodistas estables, junto a Constanza Santa María y Carolina Urrejola, en el microprograma denominado Protagonistas en T13, que era emitido los domingos en 2013.
En 2017 estrenó su programa Hola y adiós, que muestra historias sobre los pasajeros del Aeropuerto Internacional Arturo Merino Benítez.
En diciembre de 2018 deja la conducción de T13 y de su casa televisiva tras 7 años en la estación para emigrar a Chilevisión. En su nuevo canal, además de integrarse a Chilevisión noticias, asumió la conducción del matinal Contigo en la mañana junto a Julio César Rodríguez.
A fines de 2024, y tras seis años en la conducción del matinal, Álvarez renunció a Chilevisión, con fuertes rumores asegurando que volvería a TVN. Finalmente, en enero de 2025, se confirmó que Monserrat volvió a la señal pública, asumiendo la conducción del matinal Buenos días a todos junto a Eduardo Fuentes y el noticiero matinal de 24 horas junto a Andrés Vial.

## Filmografía

### Programas de televisión
| Año           | Programa                     | Rol          | Canal       |
| ------------- | ---------------------------- | ------------ | ----------- |
| 1992-1994     | Teleduc                      |              | Canal 13    |
| 1995-1997     | Caleta de pecadores          |              | Rock & Pop  |
| 1998          | Juego de villanos            |              | Rock & Pop  |
| 1999          | Nadie es perfecto            |              | Rock & Pop  |
| 2001          | Revelaciones                 |              | TVN         |
| 2002-2014     | La cultura entretenida       |              | TVN         |
| 2003          | Día a día                    |              | TVN         |
| 2004          | Entre mundos                 |              | TVN         |
| 2004          | El juego de Chile            |              | TVN         |
| 2006-2010     | Estado nacional              | Conductora   | TVN         |
| 2006-2010     | 24 horas                     | Conductora   | TVN         |
| 2011-2018     | Teletrece                    | Conductora   | Canal 13    |
| 2013-2015     | Protagonistas                | Conductora   | Canal 13    |
| 2017-2018     | Hola y adiós                 | Conductora   | Canal 13    |
| 2019-2024     | Chilevisión noticias matinal | Conductora   | Chilevisión |
| 2019-2024     | Contigo en la mañana         | Presentadora | Chilevisión |
| 2023          | La ruta de las estrellas     | Conductora   | Chilevisión |
| 2025-presente | Buenos días a todos          | Presentadora | TVN         |
| 2025-presente | 24 horas al día              | Conductora   | TVN         |